# W3m
w3m是由日本东北大学教授伊藤彰則等人開發的開放源代碼的文字式網頁瀏覽器。
w3m支援表格、框架、SSL連線、顏色。如果是在適當的终端上，還可以支援「inline image」。w3m通常盡量呈現出網頁本來的排版。
「w3m」這名字是來自（WWW wo Miru），就是日文的「看WWW」之義。